# 宍戸淳
宍戸 淳（ししど じゅん、1976年11月8日 - ）は、日本のアニメーション監督、アニメーション演出家。福島県福島市出身。

## 来歴
アニメ制作会社・イマジン入社後、2001年『はじめの一歩』の第12話「手荒なダチ宣言」で演出デビュー。その後はマッドハウスに拠点を移し、同社制作のアニメを中心に監督・各話演出を務めている。

## 参加作品

### テレビアニメ
2000年
- ラブひな（仕上）
- はじめの一歩（ - 2001年、演出・演出助手・原画・仕上）

2001年
- シスター・プリンセス（原画）
- X -エックス-（演出）

2002年
- カスミン（演出）
- カスミン2（演出）
- りぜるまいん（絵コンテ・演出）
- ぴたテン（演出）

2003年
- ギャラクシーエンジェルAA（演出）
- 成恵の世界（絵コンテ・演出）

2004年
- A15シリーズ（変身3部作）
  - 超変身コス∞プレイヤー（助監督・絵コンテ・演出）
  - ヒットをねらえ!（絵コンテ・演出）
  - LOVE♥LOVE?（絵コンテ・演出）

- ローゼンメイデン（絵コンテ）
- BECK（ - 2005年、演出）

2005年
- いちご100%（絵コンテ・演出）
- おくさまは女子高生（監督・演出・OP絵コンテ/演出・ED絵コンテ/演出）

2006年
- 彩雲国物語（ - 2008年、監督・絵コンテ・演出）

2008年
- 狼と香辛料（演出）
- 仮面のメイドガイ（絵コンテ）
- カオスヘッド（絵コンテ）

2009年
- はじめの一歩 New Challenger（監督・絵コンテ・原画）
- NEEDLESS（絵コンテ・演出）

2012年
- ちはやふる（絵コンテ・演出）
- 坂道のアポロン（ 絵コンテ・演出）
- 宇宙兄弟（演出）
- キングダム（絵コンテ）
- さくら荘のペットな彼女（絵コンテ）

2013年
- ちはやふる2（絵コンテ・演出）
- はじめの一歩 Rising（ - 2014年、監督・絵コンテ・演出協力）

2014年
- 寄生獣 セイの格率（絵コンテ）

2015年
- デス・パレード（演出チーフ・絵コンテ・演出）
- うしおととら（絵コンテ・演出・OP演出）

2016年
- DAYS（絵コンテ）
- ユーリ!!! on ICE（演出チーフ・絵コンテ・演出・演出協力）

2017年
- 幼女戦記（演出補佐）
- 賭ケグルイ（ED演出）
- いぬやしき（絵コンテ）

2018年
- カードキャプターさくら さくらカード編（絵コンテ）
- BANANA FISH（絵コンテ・演出）

2019年
- かつて神だった獣たちへ（監督・絵コンテ・演出）

2020年
- 進撃の巨人 The Final Season（演出チーフ・絵コンテ）

2023年
- 地獄楽（絵コンテ）

### 劇場アニメ
2011年
- とある飛空士への追憶（監督・絵コンテ）